# Daniel Buren
Daniel Buren (Boulogne-Billancourt, 25 de marzo de 1938) es un artista conceptual francés.

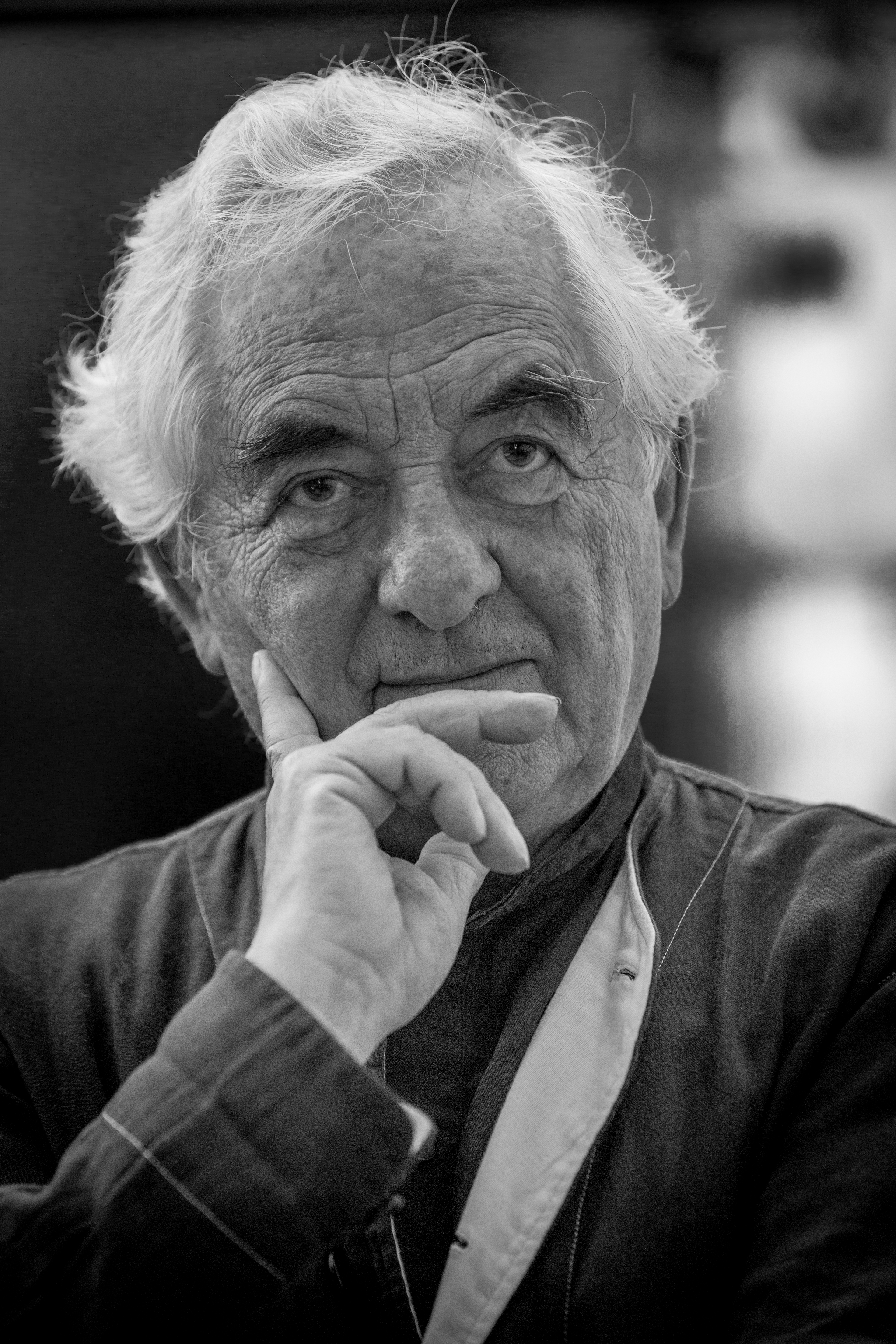
Daniel Buren, 2014.

## Les Deux Plateux: un Monumento Histórico
En 1986, creó una escultura de 3000 m² en el gran patio del Palais Royal, en París: «Les Deux Plateaux», más frecuentemente llamada la «Colonnes de Buren» (Columnas de Buren). Esta obra, que provocó un intenso debate sobre la integración del arte contemporáneo y los edificios históricos, "es la única obra de toda mi producción que ha recibido el título de Monumento Histórico"... lo que no ha impedido que, con el tiempo, terminó por presentar, por falta de mantenimiento, problemas de infiltración y falta de iluminación.

## Minimalista abstracto
A veces, se le considera un minimalista abstracto, y se le conoce sobre todo por el uso de rayas de gran tamaño, regulares y en contraste, para integrar la superficie visual y el espacio arquitectónico, especialmente histórico, arquitectura destacada.
Entre sus principales preocupaciones está la «escena de producción» como una manera de presentar el arte y resaltar la factura (el proceso de «hacer» más que, por ejemplo, mimetizar o representar algo que no sea la propia obra). La obra es una instalación específica para un lugar, relacionándose con su ambiente, en contraste con las ideas prevalentes de una obra de arte que se sostiene a sí misma en solitario. 

## En la década de 1960
A finales de los años sesenta, Buren dio en el blanco que le conectaba con ideas de espacio y presentación que se alzaban a través de filosofía deconstructivas que formaban el telón de fondo de las manifestaciones estudiantiles francesas de mayo del 68.

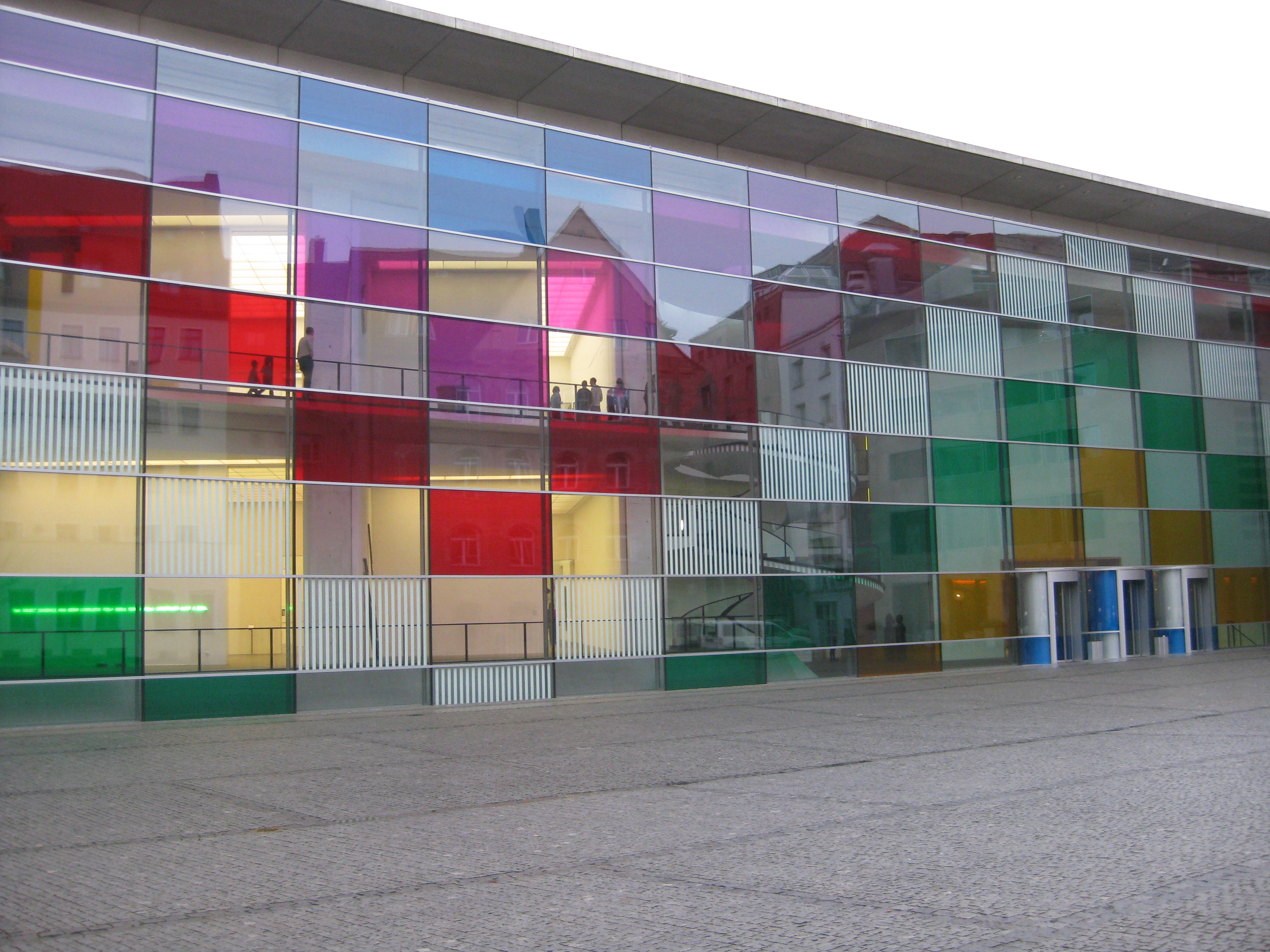
Fachada del Neues Museum de Núremberg, obra de Daniel Buren.

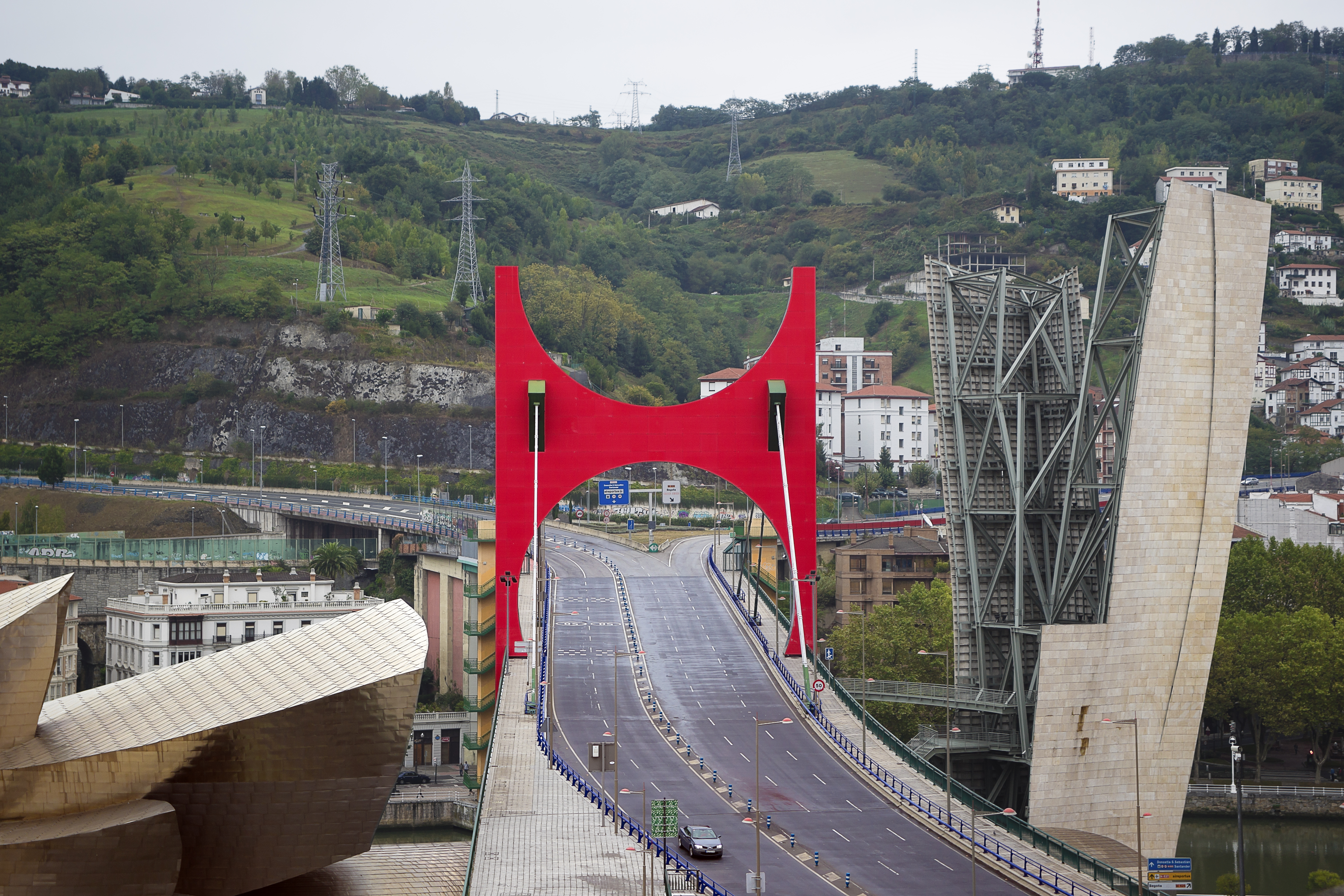
"L'arc Rouge", que soporta el "Puente La Salve". Museo Guggenheim (Bilbao).

## Trabajoin situy en movimiento: las rayas
Al trabajar in situ, busca contextualizar su práctica artística usando la raya -un motivo popular francés; a menudo, lo conocen como "el tipo de las rayas"-, un medio de relacionar visualmente el arte con su contexto, una forma de lenguaje en el espacio, más que un espacio en sí mismo. Comenzó a producir obras de arte públicas no solicitadas usando lienzos de toldo a rayas comunes en Francia. La raya es estándar, de 8,7 cm de ancho. Subrayando las rayas como un instrumento visual o «herramienta para ver», invita al espectador (en casas particulares, en lugares públicos y en museos) a asumir su punto de vista crítico desafiando las ideas tradicionales sobre el arte.
También expresa su tema en pintura, tejidos cortados con láser, cajas ligeras, tejidos transparentes y piezas de cerámica.
Comenzó colocando cientos de carteles a rayas alrededor de París y más tarde en más de cien estaciones de metro, llamando la atención pública a través de estos actos de estilo vandálico sin autorizar. En otro gesto controvertido, bloqueó la entrada de la galería con rayas en su primera exposición individual.
El movimiento es una característica evidente e inherente en su trabajo, tanto en cada una de sus obras por separado como en el conjunto. "Además, mi tipo de trabajo ha sido siempre un movimiento perenne."
Como artista conceptual (uno de los mejores de sus tiempos), fue considerado visual y espacialmente audaz, objetor de las maneras tradicionales de presentar el arte a través del sistema museo/galería, mientras al mismo tiempo crecía la demanda de exponer a través del sistema.

## En las décadas de 1970 y 1980
Para los años setenta y ochenta, estaba exponiendo en Europa, en los Estados Unidos y en Japón, cultura esta última donde aprendió, por ejemplo, la palabra sha-kei, que alude a "tomar (de manera efímera) prestado el paisaje" al mirarlo, diferente del uso occidental de "marco" y "enmarcar", que implica encierro y posesión.
En 1986, cuando era presidente François Mitterrand, logró un estatus de artista líder en una obra discutible en el patio del Palais Royal, París (véase detalles arriba). Ese mismo año, representó a Francia en la Bienal de Venecia y obtuvo el Premio León de Oro.

## En México
Realizó intervenciones artísticas en el Hospicio Cabañas, en Guadalajara, en el 2014. Pintó y transformó la iglesia, previamente pintada por José Clemente Orozco ("una de sus obras maestras", en su opinión). Está interesado en el muralismo, y su primer viaje lo hizo a ese país en 1956, y ese año conoció a David Alfaro Siqueiros.

## Reconocimientos
En el 2007, Buren recibió el Praemium Imperiale. Fue uno de los cinco artistas preseleccionados para el proyecto Ángel del Sur, en enero del 2008.[cita requerida]

## Trabajos más recientes
En el confinamiento por la pandemia por coronavirus 2020, durante el cual ha estado en Jarcy (Île-de-France) (redujo sus traslados de doscientos/trescientos al año a tres en catorce meses), ha presentado obra suya:
- en una muestra en San Gimignano;
- en una exposición a distancia en el museo GAMEC de Bergamo (julio-octubre).

Además, presentó un video sobre el proyecto _Fuori tempo, a perdita d'occhio_, del 2017, realizado con la colaboración de Joël Benzakin. presentó un video sobre el proyecto _Fuori tempo, a perdita d'occhio_, del 2017.
En 2023, Daniel Buren participó en BIENALSUR (Bienal Internacional de Arte Contemporáneo del Sur), formando parte de la exposición colectiva Imagina. Fantasías, Sueños, Utopías, realizada en el Saudi Arabia Museum of Contemporary Art, en el distrito Jax de Riad, Arabia Saudita.